# Maximilian de Saxonia
Maximilian de Saxonia (13 aprilie 1759 – 3 ianuarie 1838), a fost prinț german și membru al Casei de Wettin.

## Biografie
Maximilian a fost al patrulea fiu din cei șapte copii ai părinților săi Frederic Christian, Elector de Saxonia și Maria Antonia de Bavaria. În momentul nașterii sale, tatăl său era moștenitorul tronului Electoratului de Saxonia. Acesta devine elecor la 5 octombrie 1763 când Maximilian avea patru ani. Având trei frați mai mari erau puține șanse ca Maximilian să moștenească Electoratul de Saxonia.
În 1806 după crearea regatului Saxoniei, fratele său cel mare, Frederic Augustus, devine rege al Saxoniei iar Maximilian Prinț al Saxoniei. Neavând moștenitori pe linie masculină, la moartea lui Frederic Augustus, tronul Saxoniei este moștenit de următorul frate, Anton iar Maximilian devine Prinț Moștenitor (Kronprinz) al Saxoniei (al treilea frate Karl murise în 1781).
Tri ani mai târziu, la 1 septembrie 1830, în timpul Tulburărilor din Toamnă el a renunțat la drepturile sale la succesiune în favoarea fiului său cel mare, Frederic Augustus. Opt ani mai târziu a murit la vârsta de 79 de ani.

## Căsătorie și copii
La Parma la 22 aprilie 1792 (prin procură) și din nou la Dresda la 9 mai 1792 (în persoană), Maximilian s-a căsătorit prima dată cu Prințesa Caroline de Bourbon (Carolina Maria Teresa Giuseppa), fiica lui Ferdinand, Duce de Parma și a Arhiducesei Maria Amalia de Austria (cumnată a unchiului său Albert, Prinț de Saxonia și Duce de Teschen).  Maxilimian și Caroline au avut șapte copii:
1. Maria Amalia Friederike Augusta Karolina Ludovica Josepha Aloysia Anna Nepomucena Philippina Vincentia Franziska de Paula Franziska de Chantal (n. Dresda, 10 august 1794 - d. Pillnitz, 18 septembrie 1870), cunoscută drept Amalia.
2. Maria Ferdinanda Amalia Xaveria Theresia Josepha Anna Nepomucena Aloysia Johanna Vincentia Ignatia Dominica Franziska de Paula Franziska de Chantal (n. Dresda, 27 aprilie 1796 - d. Schloss Brandeis, Bohemia, 3 ianuarie 1865), cunoscută drept Maria; s-a căsătorit la 6 mai 1821 cu Ferdinand al III-lea, Mare Duce de Toscana (socrul surorii sale mai mici).
3. Frederick Augustus II Albert Maria Clemens Joseph Vincenz Aloys Nepomuk Johann Baptista Nikolaus Raphael Peter Xavier Franz de Paula Venantius Felix (n. Dresda, 18 mai 1797 - d. Brennbüchel, 9 august 1854), rege al Saxoniei (1836).
4. Klemens Maria Joseph Nepomuk Aloys Vincenz Xavier Franz de Paula Franz de Valois Joachim Benno Philipp Jakob (n. Dresda, 1 mai 1798 - d. Pisa, 4 ianuarie 1822), cunoscut drept Klemens.
5. Maria Anna Carolina Josepha Vincentia Xaveria Nepomucena Franziska de Paula Franziska de Chantal Johanna Antonia Elisabeth Cunigunde Gertrud Leopoldina (n. Dresda, 15 noiembrie 1799 - d. Pisa, 24 martie 1832), cunoscută drept Maria Anna; s-a căsătorit la 16 noiembrie 1817 cu Leopold al II-lea, Mare Duce de Toscana.
6. Johann I Nepomuk Maria Joseph Anton Xaver Vincenz Aloys Franz de Paula Stanislaus Bernhard Paul Felix Damasus (n. Dresda, 12 decembrie 1801 - d. Pillnitz, 29 octombrie 1873), rege al Saxoniei (1854).
7. Maria Josepha Amalia Beatrix Xaveria Vincentia Aloysia Franziska de Paula Franziska de Chantal Anna Apollonia Johanna Nepomucena Walburga Theresia Ambrosia (n. Dresda, 6 decembrie 1803 - d. Aranjuez, 17 mai 1829), cunoscută drept Maria Josepha Amalia; s-a căsătorit la 20 octombrie 1819 cu regele Ferdinand al VII-lea al Spaniei.

Soția sa a murit la Dresda, la vârsta de 33 de ani de febră în martie 1804. La 15 octombrie 1825 (prin procură), la Lucca și din nou la Dresda la 7 noiembrie 1825 (în persoană), Maximilian s-a recăsătorit cu Prințesa Luise de Bourbon (Maria Luisa Carlotta), fiica regelui Louis de Etruria și nepoata primei lui soții, Caroline. Maria Luisa era cu 43 de ani mai tânără decât soțul ei. Nu au avut copii.